# Čičilaki

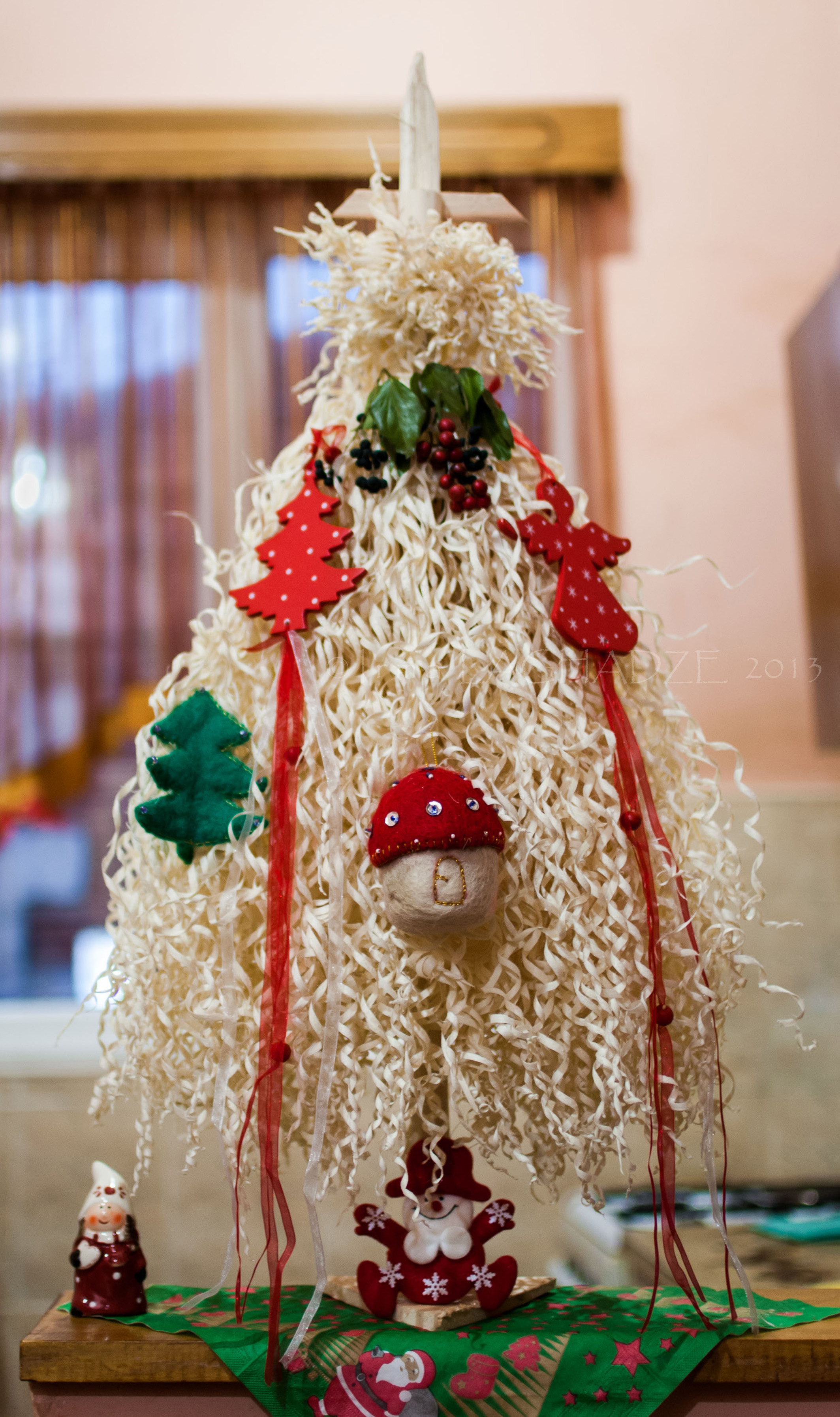
Čičilaki

Čičilaki je vánoční dekorace používaná v Gruzii. Vyrábí se z dlouhých rovných větví lísky nebo ořešáku, z nichž se ostrým nožem po délce strouhají četné dlouhé tenké hobliny, které zůstávají nahoře spojeny s větví a kroutí se podél ní, takže podle lidového podání připomínají vousy svatého Basila. Čičilaki může být vysoké 20 centimetrů až tři metry.
Hotové čičilaki, které se dá v gruzínských městech zakoupit i na předvánočních trzích, se ozdobí obdobně jako vánoční stromek – zavěšuje se na ně například sušené ovoce a listí břečťanu. V domácnosti zůstává do dne před svátkem Epifanie, kde je podle tradice slavnostně spáleno, což má dům zbavit všeho zlého.
Čičilaki je rozšířeno především na černomořském pobřeží Gruzie. V období, kdy byla Gruzie součástí Sovětského svazu, byl jejich prodej jakožto náboženského symbolu zakázán. K rostoucí popularitě čičilaki vedou i vysoké pokuty, které gruzínská vláda zavedla za kácení živých stromů ve snaze zastavit odlesňování země.